# Liparetrus diversus
Liparetrus diversus är en skalbaggsart som beskrevs av Blackburn 1888. Liparetrus diversus ingår i släktet Liparetrus och familjen Melolonthidae. Inga underarter finns listade i Catalogue of Life.